# Eiga Doraemon shudaika taizenshū
Eiga Doraemon shudaika taizenshū (映画ドラえもん主題歌大全集? lett. "Raccolta completa delle sigle dei film di Doraemon") è un album musicale legato alla serie animata Doraemon.
L'album intende festeggiare i trentacinque anni dall'apparizione televisiva di Doraemon (1979), raccogliendo le principali sigle di apertura e chiusura comparse nei film correlati alla serie.
L'album è stato pubblicato il 1º aprile 2015, con etichetta Nippon Columbia.

## Tracce
Disco 1
1. Boku Doraemon (ぼくドラえもん? lett. "Io sono Doraemon") (Nobuyo Ōyama)
2. Pocket no naka ni (ポケットの中に?, Poketto no naka ni, lett. "Dentro la tasca") (Nobuyo Ōyama)
3. Kokoro o yurashite (心をゆらして? lett. "Scuotendo il cuore") (Makoto Iwabuchi)
4. Doraemon no uta (ドラえもんのうた? lett. "La canzone di Doraemon") (Kumiko Ōsugi)
5. Dakara minna de (だからみんなで? lett. "Perciò tutti insieme") (Makoto Iwabuchi)
6. Umi wa bokura to (海はぼくらと? lett. "Il mare con noi") (Makoto Iwabuchi)
7. Shōnen ki (少年期? lett. "Il periodo della gioventù") (Tetsuya Takeda)
8. Watashi ga fushigi (わたしが不思議? lett. "Sono una meraviglia") (Kumiko Ōsugi)
9. Tomodachi dakara (わたしが不思議? lett. "Perché siamo amici") (Nobuyo Ōyama)
10. Kimi ga iru kara (友達だから? lett. "Perché ci sei tu") (Mitsuko Horie)
11. Doraemon no uta (ドラえもんのうた? lett. "La canzone di Doraemon") (Satoko Yamano)
12. Toki no tabibito (時の旅人? lett. "Viaggiatore nel tempo") (Toshiyuki Nishida)
13. Ten made todoke (天までとどけ? lett. "Raggiungi il cielo") (Tetsuya Takeda)
14. Yume no yukue (夢のゆくえ? lett. "Dov'è il sogno") (Emiko Shiratori)
15. Kumo ga yuku no wa (雲がゆくのは? lett. "Il fluttuare delle nuvole") (Tetsuya Takeda)
16. Nani ka ii koto kitto aru (何かいい事きっとある? lett. "C'è sicuramente qualcosa di buono") (Wakano Shimazaki)
17. Sekai wa Gū Choki Pā (世界はグー・チョキ・パー? lett. "Il mondo è carta-forbice-sasso") (Tetsuya Takeda & Ichiza)
18. Yume no hito (夢の人? lett. "La persona dei sogni") (Tetsuya Takeda & Ichiza)
19. Sayonara ni sayonara (さよならにさよなら? lett. "Addio all'addio") (Kaientai)
20. Watashi no naka no ginga (私のなかの銀河? lett. "La galassia dentro di me") (Kaientai)
21. Love is you (Eikichi Yazawa)

Disco 2
1. Doraemon no uta (ドラえもんのうた? lett. "La canzone di Doraemon") (Hinano Yoshikawa)
2. Hot Milk (ホットミルク?, Hotto Miruku) (Hinano Yoshikawa)
3. Kisetsu ga iku toki (季節がいく時? lett. "Il momento in cui la stagione se ne va") (Speed)
4. Doraemon no uta (ドラえもんのうた? lett. "La canzone di Doraemon") (Wīn Shōnen Gasshōdan)
5. Kono hoshi no dokoka de (この星のどこかで? lett. "Da qualche parte su questa stella") (Saori Yuki)
6. LOVE YOU CLOSE (Rina Chinen)
7. Isshoni hokou ~ Walking into sunshine ~ (いっしょに歩こう 〜Walking into sunshine〜? lett. "Camminare insieme - Camminando verso la luce del sole") (Konishiki)
8. Hitori ja nai ~ I'll be there ~ (ひとりじゃない～I'll Be There～? lett. "Non sei solo - Io ci sarò") (Konishiki & Chiharu Niiyama)
9. Mata aeru hi made (またあえる日まで? lett. "Fino al giorno in cui ci potremo rincontrare") (Yuzu)
10. Yume biyori (YUME日和? lett. "Un giorno da sogno") (Hitomi Shimatani)
11. Hagu shichao (ハグしちゃお? lett. "Abbracciamoci") (Rimi Natsukawa)
12. Boku Note (ボクノート?, Boku Nōto, lett. "Il mio quaderno") (Sukima Switch)
13. Kakegae no nai uta (かけがえのない詩? lett. "Una canzone insostituibile") (Mihimaru GT)
14. Yume o kanaete Doraemon (夢をかなえてドラえもん? lett. "Realizza i miei sogni, Doraemon") (Mao e Himawari Kids)
15. Te o tsunagou (手をつなごう? lett. "Diamoci la mano") (Ayaka)
16. Taisetsu ni suru yo (大切にするよ? lett. "Avrò cura di te") (Kō Shibasaki)
17. Kimi ga warau sekai (キミが笑う世界? lett. "Il mondo dove tu ridi") (Ayaka Wilson)
18. Kaeru basho (帰る場所? lett. "Un posto in cui tornare") (Thelma Aoyama)
19. Tōi umi kara kita anata (遠い海から来たあなた? lett. "Tu che sei venuta da un mare lontano") (Tetsuya Takeda)

Disco 3
1. Tomodachi no uta (友達の唄? lett. "La canzone degli amici") (BUMP OF CHICKEN)
2. Ikiteru ikiteku (生きてる生きてく? lett. "Sono vivo, vivrò") (Masaharu Fukuyama)
3. Kimi no hikari (キミのひかり? lett. "La tua luce") (Mitsuko Horie)
4. Mirai no museum (未来のミュージアム?, Mirai no myūjiamu, lett. "Il museo del futuro") (Perfume)
5. Hikari no signal (光のシグナル?, Hikari no shigunaru, lett. "Il segnale della luce") (Kis-My-Ft2)
6. Tomodachi (友達? lett. "Amici") (Subaru Kimura)
7. Yume o kanaete Doraemon (夢をかなえてドラえもん? lett. "Realizza i miei sogni, Doraemon") (Hibari Jidō Gasshōdan)
8. Yume o kanaete Doraemon (夢をかなえてドラえもん? lett. "Realizza i miei sogni, Doraemon") ("Doraemon" [Wasabi Mizuta], "Nobita" [Megumi Ōhara], "Gian" [Subaru Kimura] e "Suneo" [Tomokazu Seki])
9. Mirakuru ginga bōei tai no tēma (ミラクル銀河防衛隊のテーマ? lett. "La sigla del miracoloso corpo di difesa della galassia") (Suginami Jidō Gasshōdan)
10. Hello! Dorami chan (ハロー!ドラミちゃん?, Herō! Dorami-chan, lett. "Ciao Dorami!") (Satoko Yamano)
11. Tomodachi na no ni (友達なのに? lett. "Amici ma...") (KUKO)
12. Boku Doraemon 2112 (ぼくドラえもん2112? lett. "Io sono Doraemon 2112") (Nobuyo Ōyama)
13. Itoshi no nyāo (愛しのニャーオ? lett. "Un adorabile miao") (Chisa Yokoyama)
14. Tomodachi dakara '97 (友達だから'97? lett. "Perché siamo amici '97") (Satoko Yamano)
15. Aoi sora wa pocket sa (青い空はポケットさ?, Aoi sora wa poketto sa, lett. "Il cielo azzurro è una tasca") (Satoko Yamano)
16. Warera The Doraemons (我らザ・ドラえもんズ?, Warera Za Doraemonzu, lett. "Noi siamo i Doraemons") (Mitsuko Horie)
17. Shiawase no door (幸せのドア?, Shiawase no doa, lett. "La porta della felicità") (Yasushi Nakanishi)
18. Bokura no genki (ぼくらの元気? lett. "La nostra energia") (Mitsuko Horie)
19. Hagu shiyō (ハグしよう? lett. "Abbracciamoci") (Yukihide Takekawa & T's Company)
20. Dorami Gamusharara!! Heccharara!! (ドラミ・ガムシャララ!!ヘッチャララ!!? lett. "Dorami spericolata!! Calma!!") (Keiko Yokozawa)
21. Sayonara to wa iwanaide (さよならとは言わないで? lett. "Non dire addio") (Da Capo)
22. Kimi ni aitakute (キミに会いたくて? lett. "Voglio incontrarti...") (Akiko Kosaka)